# Simning vid världsmästerskapen i simsport 2025 – Damernas 1 500 meter frisim
Damernas 1 500 meter frisim vid världsmästerskapen i simsport 2025 avgjordes mellan den 28 och 29 juli 2025 i World Aquatics Championships Arena i Singapore Sports Hub i Kallang i Singapore.

## Resultat

### Försöksheat
Försöksheaten startade den 28 juli klockan 11:29.
| Placering | Heat | Bana | Namn                       | Nationalitet         | Tid      | Noteringar |
| --------- | ---- | ---- | -------------------------- | -------------------- | -------- | ---------- |
| 1         | 3    | 4    | Katie Ledecky              | USA                  | 15.36,68 | 0Q0        |
| 2         | 2    | 4    | Lani Pallister             | Australien           | 15.46,95 | 0Q0        |
| 3         | 2    | 3    | Simona Quadarella          | Italien              | 15.47,43 | 0Q0        |
| 4         | 2    | 7    | Gan Ching Hwee             | Singapore            | 16.01,29 | 0Q0, 0NR0  |
| 5         | 3    | 3    | Li Bingjie                 | Kina                 | 16.02,31 | 0Q0        |
| 6         | 3    | 6    | Moesha Johnson             | Australien           | 16.05,13 | 0Q0        |
| 7         | 3    | 5    | Anastasija Kirpitjnikova   | Frankrike            | 16.06,97 | 0Q0        |
| 8         | 3    | 1    | Yang Peiqi                 | Kina                 | 16.08,19 | 0Q0        |
| 9         | 2    | 5    | Isabel Gose                | Tyskland             | 16.08,41 |            |
| 10        | 2    | 1    | Ichika Kajimoto            | Japan                | 16.09,65 |            |
| 11        | 2    | 6    | Jillian Cox                | USA                  | 16.09,74 |            |
| 12        | 3    | 2    | Ksenija Misjarina          | Neutrala idrottare B | 16.12,35 |            |
| 13        | 2    | 8    | Caitlin Deans              | Nya Zeeland          | 16.13,16 |            |
| 14        | 2    | 9    | Kristel Kobrich            | Chile                | 16.22,66 |            |
| 15        | 3    | 8    | Viktória Mihályvári-Farkas | Ungern               | 16.28,04 |            |
| 16        | 3    | 7    | Eve Thomas                 | Nya Zeeland          | 16.28,10 |            |
| 17        | 2    | 2    | Vivien Jackl               | Ungern               | 16.29,60 |            |
| 18        | 2    | 0    | Gabrielle Roncatto         | Brasilien            | 16.31,26 |            |
| 19        | 1    | 4    | Artemis Vasilaki           | Grekland             | 16.36,57 |            |
| 20        | 3    | 9    | Leticia Fassina Romão      | Brasilien            | 16.37,65 |            |
| 21        | 1    | 5    | Kim Chae-yun               | Sydkorea             | 16.47,88 |            |
| 22        | 1    | 7    | Delfina Dini               | Argentina            | 16.48,03 |            |
| 23        | 1    | 3    | Thilda Häll                | Sverige              | 16.52,74 |            |
| 24        | 1    | 2    | Anna Kalandadze            | Georgien             | 16.55,47 |            |
| 25        | 3    | 0    | Diana Durães               | Portugal             | 16.56,80 |            |
| 26        | 1    | 6    | Catherine van Rensburg     | Sydafrika            | 16.59,73 |            |
| 27        | 1    | 1    | Kyra Rabess                | Caymanöarna          | 17.15,71 |            |

### Final
Finalen startade den 29 juli klockan 19:12.
| Placering | Bana | Namn                     | Nationalitet | Tid      | Noteringar |
| --------- | ---- | ------------------------ | ------------ | -------- | ---------- |
| 1         | 4    | Katie Ledecky            | USA          | 15.26,44 |            |
| 2         | 3    | Simona Quadarella        | Italien      | 15.31,79 | 0ER0       |
| 3         | 5    | Lani Pallister           | Australien   | 15.41,18 |            |
| 4         | 2    | Li Bingjie               | Kina         | 15.49,54 |            |
| 5         | 1    | Anastasija Kirpitjnikova | Frankrike    | 15.57,40 |            |
| 6         | 7    | Moesha Johnson           | Australien   | 16.02,45 |            |
| 7         | 6    | Gan Ching Hwee           | Singapore    | 16.03,51 |            |
| 8         | 8    | Yang Peiqi               | Kina         | 16.04,93 |            |